# Patissa luteifrons
Patissa luteifrons là một loài bướm đêm trong họ Crambidae.